# Strč prst skrz krk
Strč prst skrz krk（ストゥルチュ・プルスト・スクルス・クルク、IPA：[ˈstr̩t͡ʃ ˈpr̩st ˈskr̩s ˈkr̩k]、 発音）はチェコ語およびスロヴァキア語の早口言葉的な言葉遊びの一種で、「指をノドに突っ込め」という意味になる文である。
この文には母音がひとつも含まれていない。チェコ語には、多くの子音が連続し、母音をひとつも含まない単語が多く存在する。このような母音を含まない語であっても、実際には r や l が自鳴音として機能し、音節の核を成すことになる。このように「聞こえ度」の高い子音が自鳴音として機能し、結果として母音の少ない単語が頻出する傾向は、チェコ語のほか、スロヴァキア語やスロヴェニア語、セルビア・クロアチア語などのスラヴ語派の諸語にも見られるが、それ以外の言語の話者には発音が困難である場合が多く、そのためこの文はチェコ語を母語としない学習者にたいするチェコ語教育ではしばしば用いられる。このように母音をまったく含まないチェコ語の文の例としては他にもVlk zmrzl, zhltl hrst zrn（凍った狼が一掴みの穀物を飲み込む）などがある。
この「Strč prst skrz krk」はまた、スイスの新聞 La Distinction のサブタイトルにもなっている